# Torre Isozaki
De Torre Isozaki (ook Torre Allianz, of met bijnaam Il Dritto) is een 209 meter hoge wolkenkrabber in de Italiaanse stad Milaan. De bouw werd uitgevoerd naar plannen van de Japanse architect Arata Isozaki, zijn Italiaanse collega Andrea Maffei en de ingenieursbureaus Arup en Studio Iorio e ECSD Srl.
Het gebouw is genoemd naar de Duitse internationale verzekeringsgroep Allianz, een van de grootste verzekeringsfirma's wereldwijd. Allianz is eigenaar van het gebouw en gebruikt het als nationaal hoofdkantoor. 
Rekening houdend met de dakhoogte van 209 meter, de 50 verdiepingen en de hoogte met zendantenne van 259 meter is het bouwwerk te beschouwen als het hoogste van Italië, hoewel strikt gezien de 231 meter hoge Milanese Torre UniCredit, 2,5 km oostelijker gelegen, hoger is, omdat de Torre UniCredit voorzien is van een vaste torenspits van 80,5 meter die steeds in de totale hoogte opgenomen mag worden.
Op 22 november 2015 werd een replica van de Milanese Madonnina op de top van de toren gehesen, zoals voorzien in de stadsstatuten van Milaan, waar gestipuleerd is dat het beeld geplaatst moet worden op wat het hoogste dak van de Milanese stad is geworden.
De wolkenkrabber heeft 50 verdiepingen en een totale vloeroppervlakte van 81.615 m². Hoofdaannemer was het Lecco-bouwbedrijf Colombo Costruzioni S.p.A., in Milaan, dat ook verantwoordelijk was voor de bouw van het Porta Nuova-project en de wolkenkrabber Bosco Verticale. De eerstesteenlegging werd voltrokken op 13 maart 2012, op 28 februari 2015 werd de plaatsing van de antenne afgewerkt. De officiële inhuldiging vond plaats op 14 november 2015.

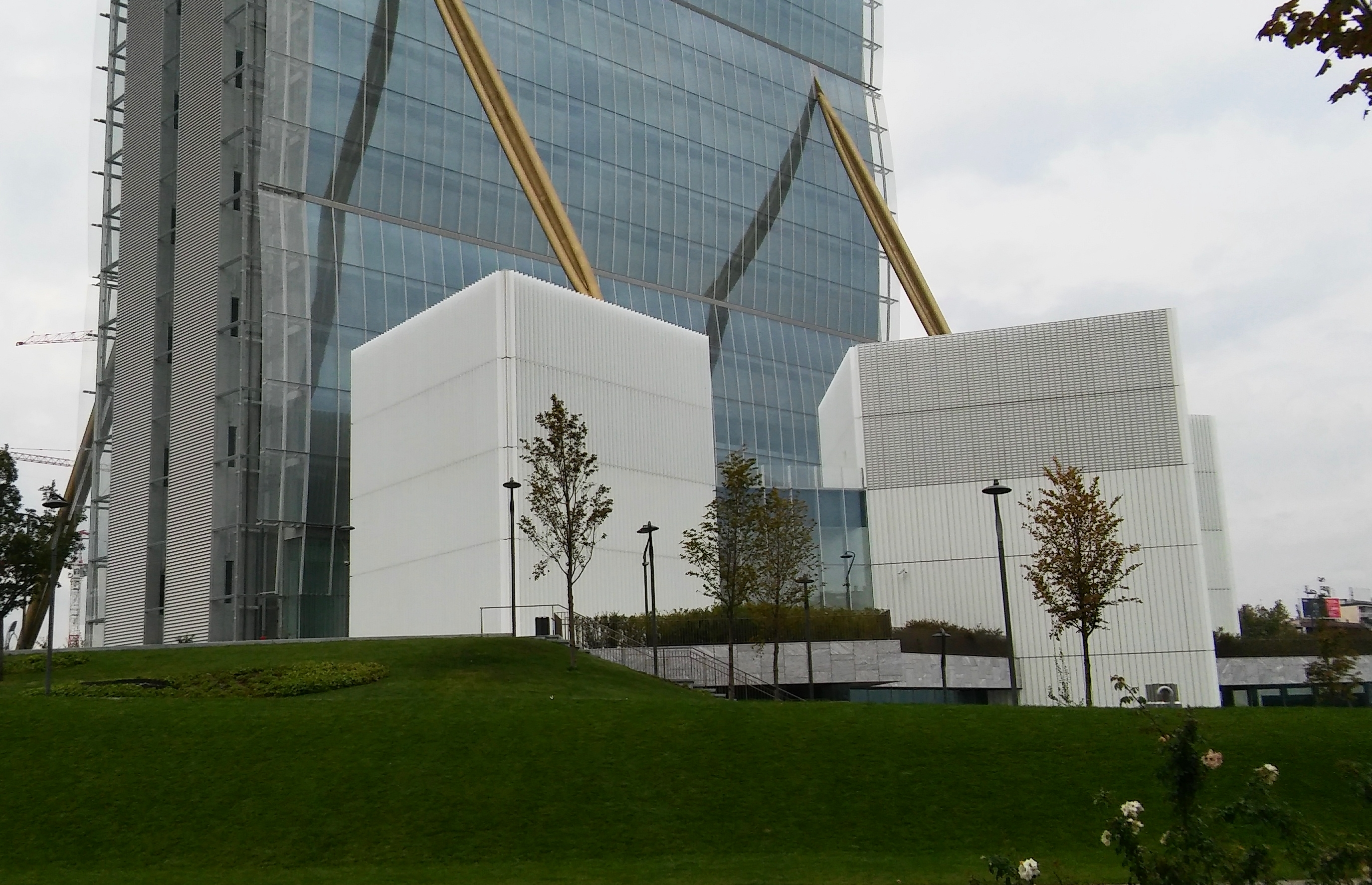
Zicht op sokkel en boogvormige glasconstructies tegen gevel

Het bouwwerk bestaat uit acht opeengelegen modules van elk zes verdiepingen, waarbij de volledig in glas afgewerkte gevel van elke module telkens boogvormig licht naar buiten is gebogen. De verticale opeenvolging van afgeronde vormen creëert een gevoel van lichte trilling van het volume van het gebouw als het naar boven stijgt. De smalle zijden van de wolkenkrabber zijn eveneens volledig beglaasd en tonen de liftkooien en mechanische componenten van zes panoramische liften die op en neer gaan naar de verschillende verdiepingen van het gebouw. De Torre Isozaki is verankerd aan kubisch gevormde steunen op grondniveau met vier grote steunbeugels aan de voor- en achterkant (met golvend profiel).
In 2016 eindigde de Torre Isozaki met een bronzen medaille in de Emporis Skyscraper Award als de op twee na beste wolkenkrabber die in 2015 werd voltooid, na de Shanghai Tower en de Evolutietoren.

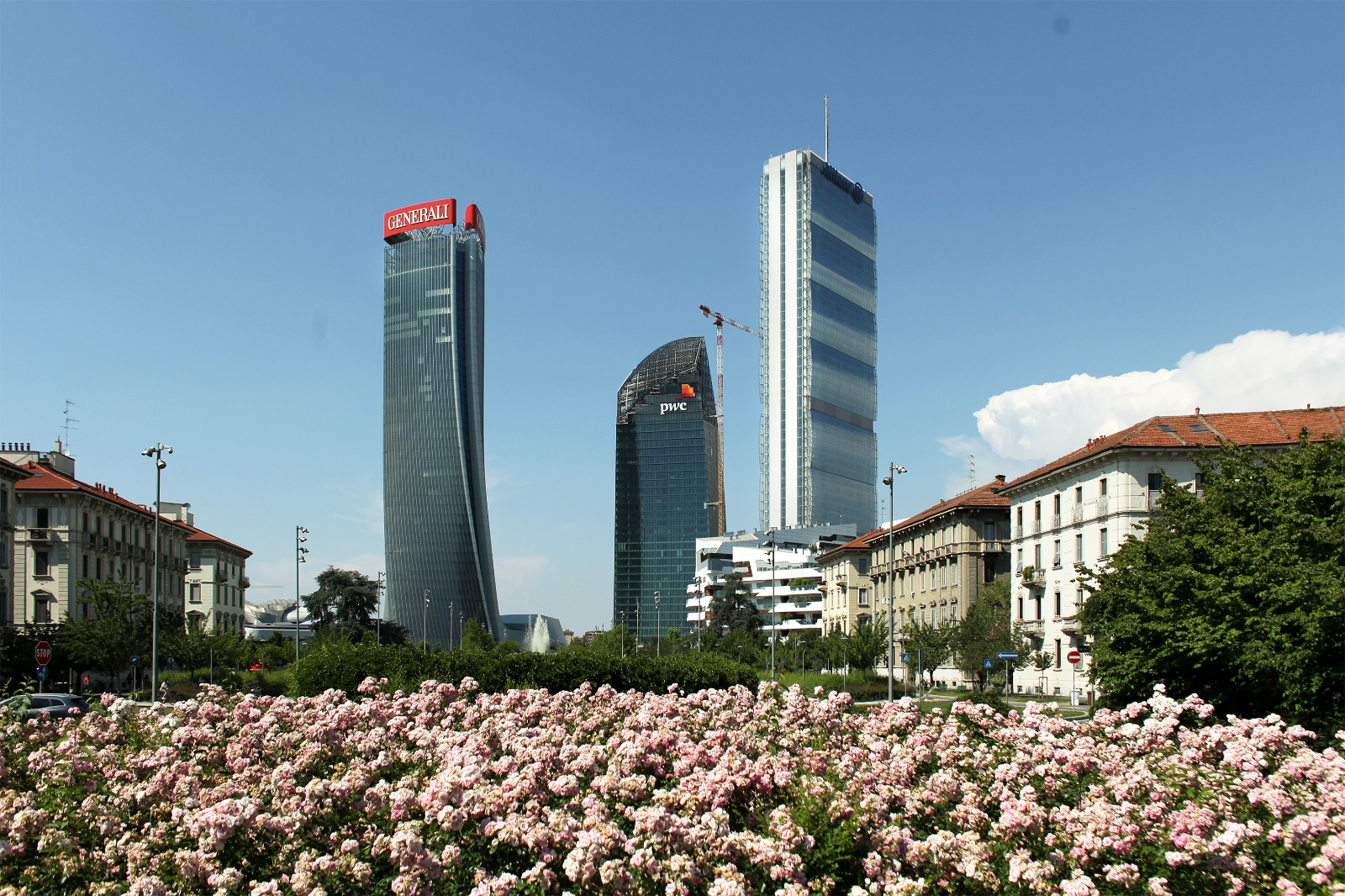
De Tre Torre van de wijk CityLife

Het gebouw is onderdeel van een nieuwe zakenwijk in Milaan, CityLife, en is daar voorzien in een complex van drie wolkenkrabbers, Tre Torri, waarvan de Torre Isozaki de hoogste is. De 191,5 m hoge Torre Generali ontworpen door Zaha Hadid werd twee jaar later in 2017 in gebruik genomen, de 175 m hoge Torre Libeskind naar plannen van Daniel Libeskind werd in 2020 afgewerkt. De lokale bijnaam voor de Torre Isozaki is Il Dritto (Italiaans voor "De rechte"), verwijzend naar de ogenschijnlijke vormgeving van het bouwwerk, zeker in vergelijking met de twee nabijgelegen wolkenkrabbers.
Het gebouw is vlot toegankelijk via het direct naastgelegen metrostation Tre Torri, bediend door lijn M5 van de metro van Milaan.
Op 5 maart 2019 ontvingen Allianz Italia en de Allianz UMANA MENTE Stichting de Guinness Book of Records wereldrecordtitel voor 's werelds grootste muurschildering langs de trappen van een gebouw met het sociale kunstwerk “Il giro del mondo in 50 piani” (Rond de wereld in 50 verdiepingen), gemaakt in een traphal van de Torre Allianz door medewerkers van de Groep.
Sinds 1 december 2020 en voor de duur van het organisatieproject is het hoofdkantoor van het organisatiecomité voor de Olympische Winterspelen van Milaan-Cortina d'Ampezzo, de Olympische Winterspelen 2026, gehuisvest in de toren, tot dan toe was het gehuisvest in de Grattacielo Pirelli.

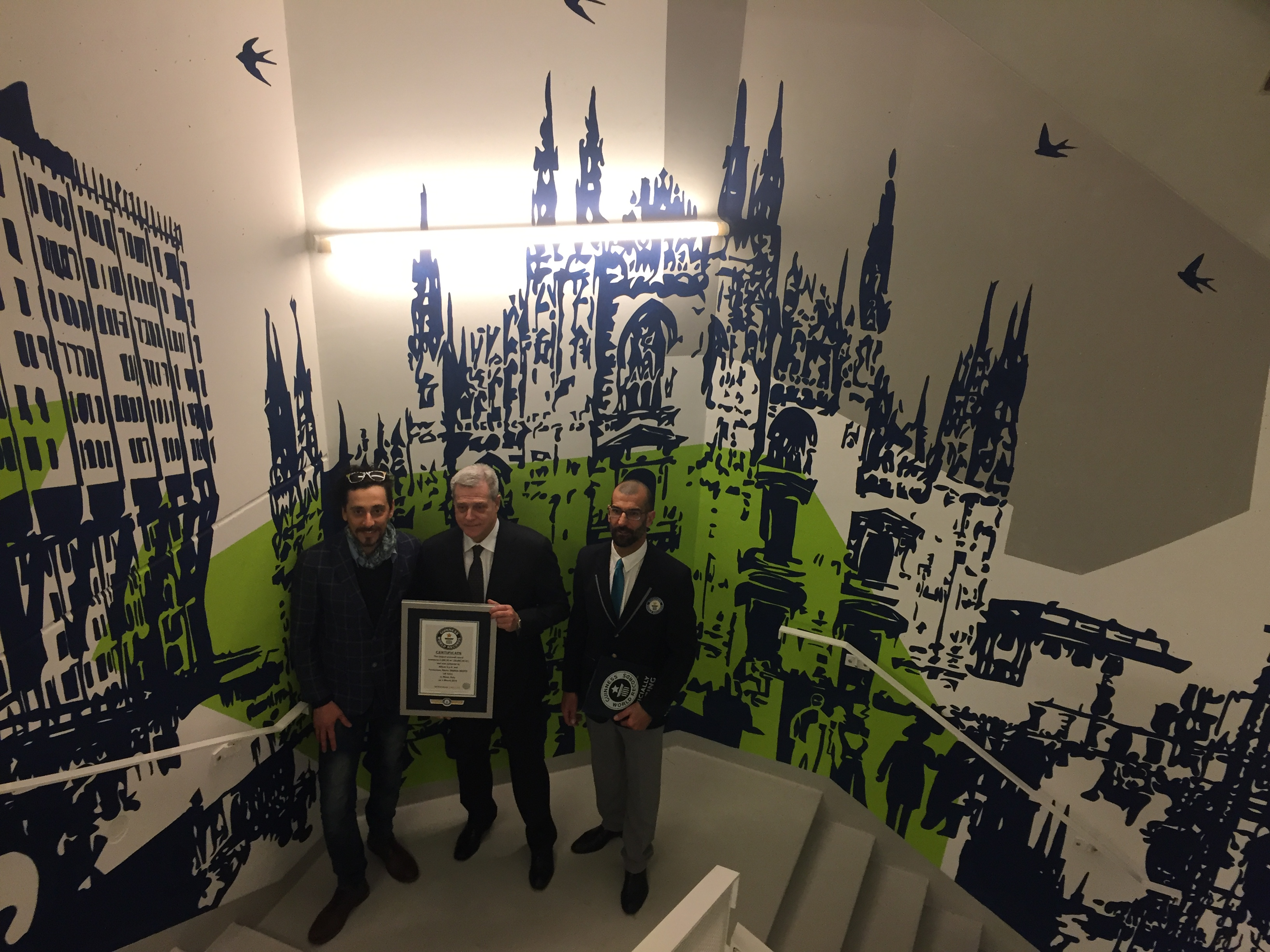
Guinness Book of Records wereldrecordtitel voor grootste muurschildering (in een traphal)
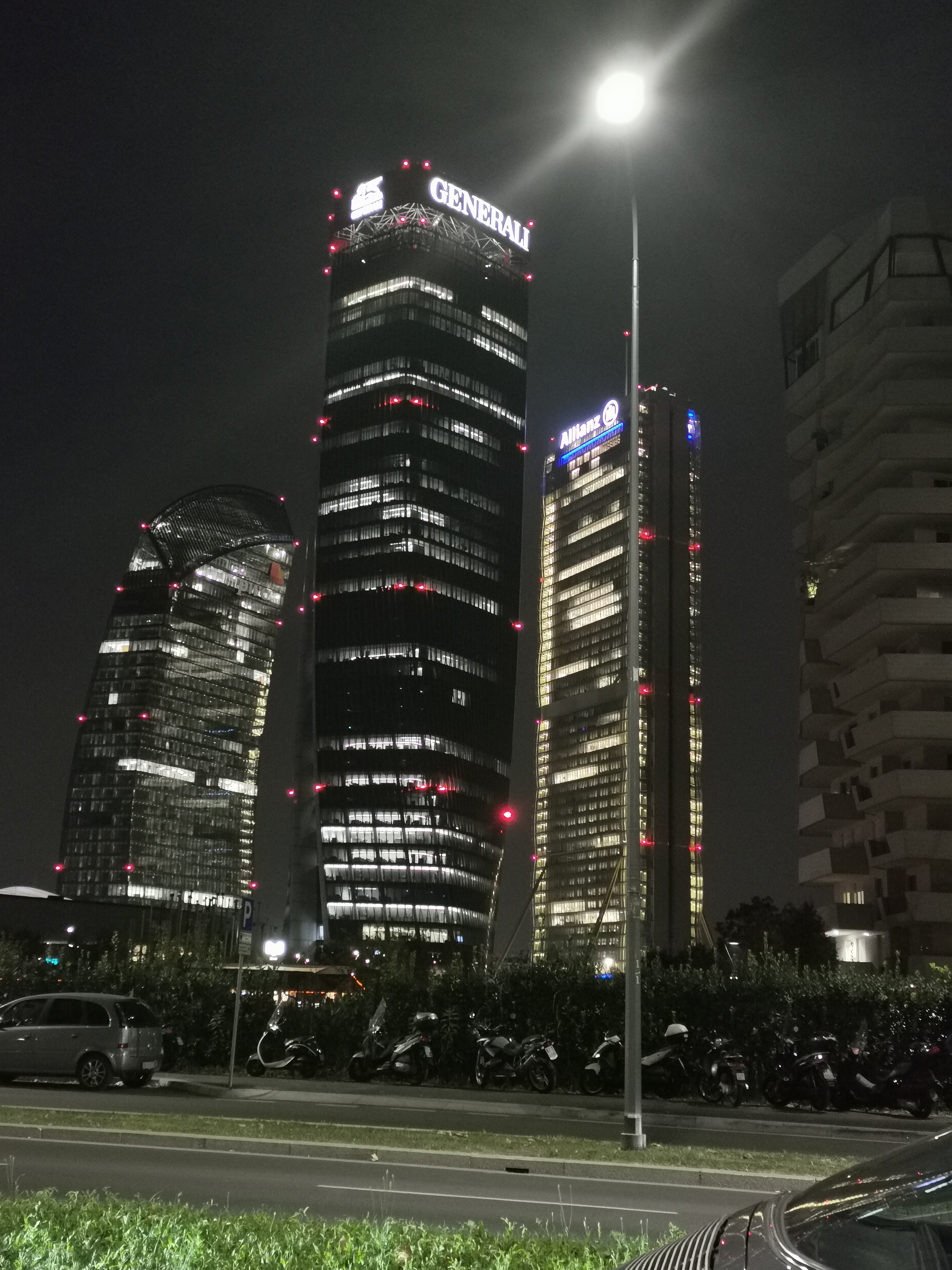
Zicht op de Tre Torri bij nacht
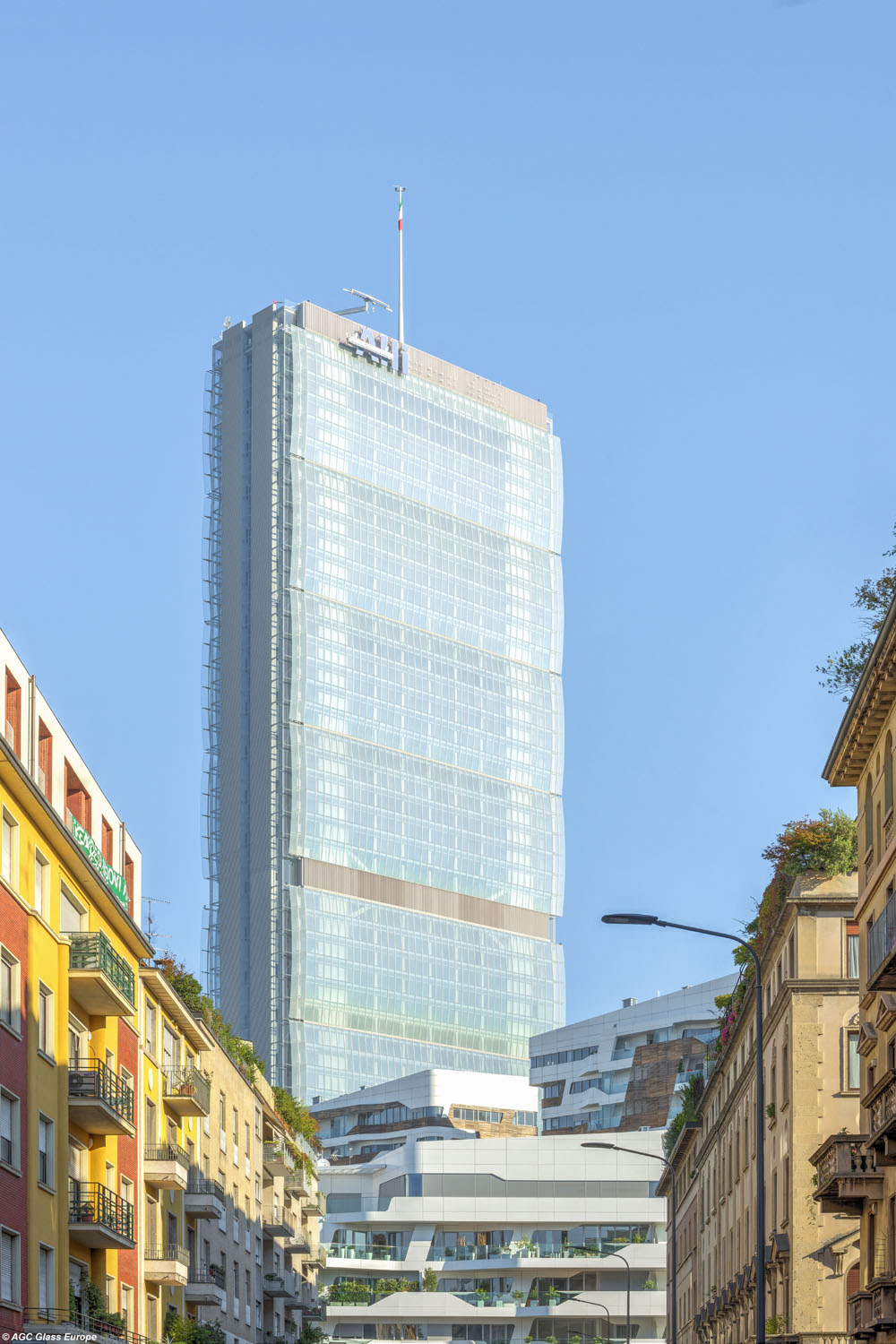
Zicht vanuit het stadscentrum van Milaan op de Torre Isozaki in 2015 toen de twee andere torens nog niet gebouwd waren
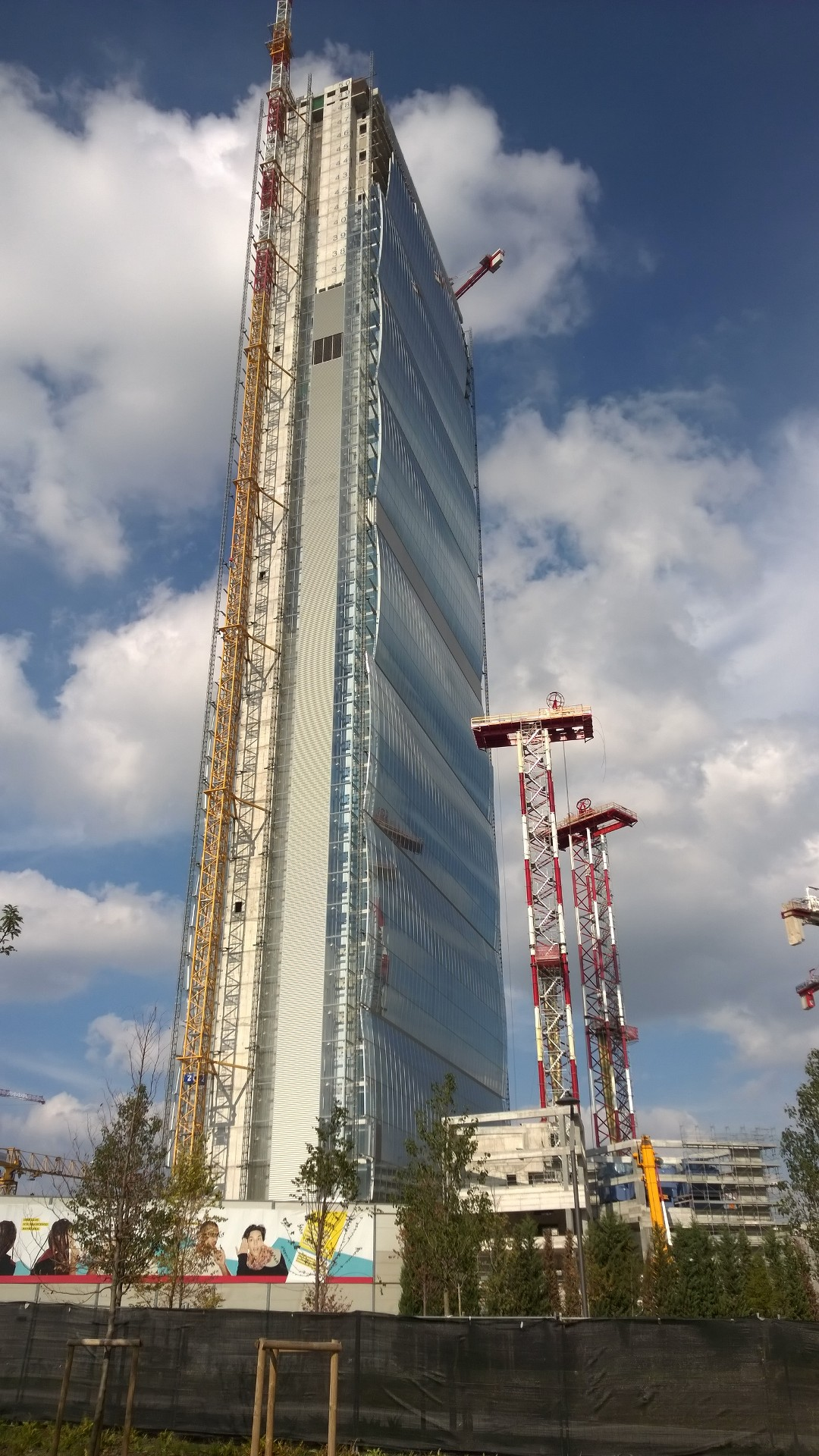
Wolkenkrabber in aanbouw in september 2014